# モラヴィアの星

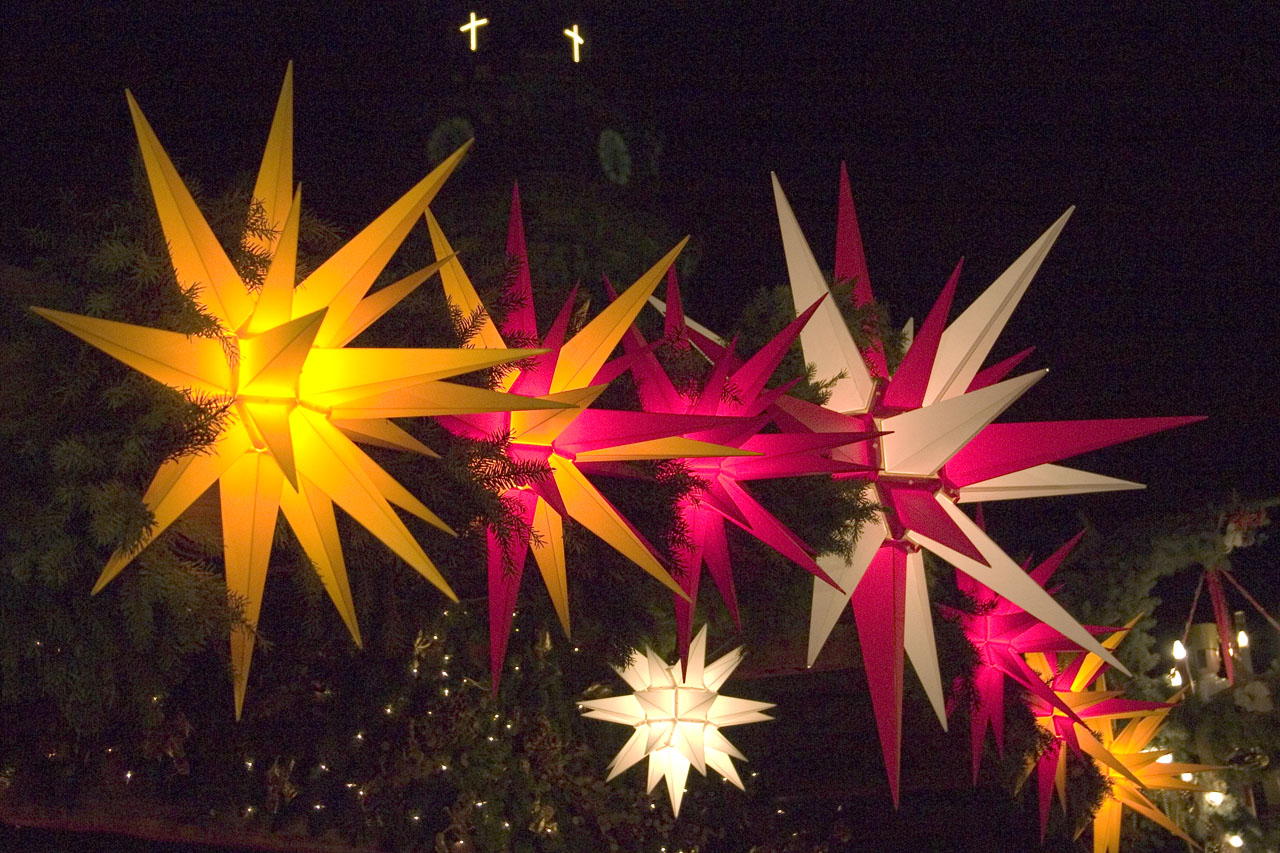
ドレスデンのクリスマス市で販売されるモラヴィアの星

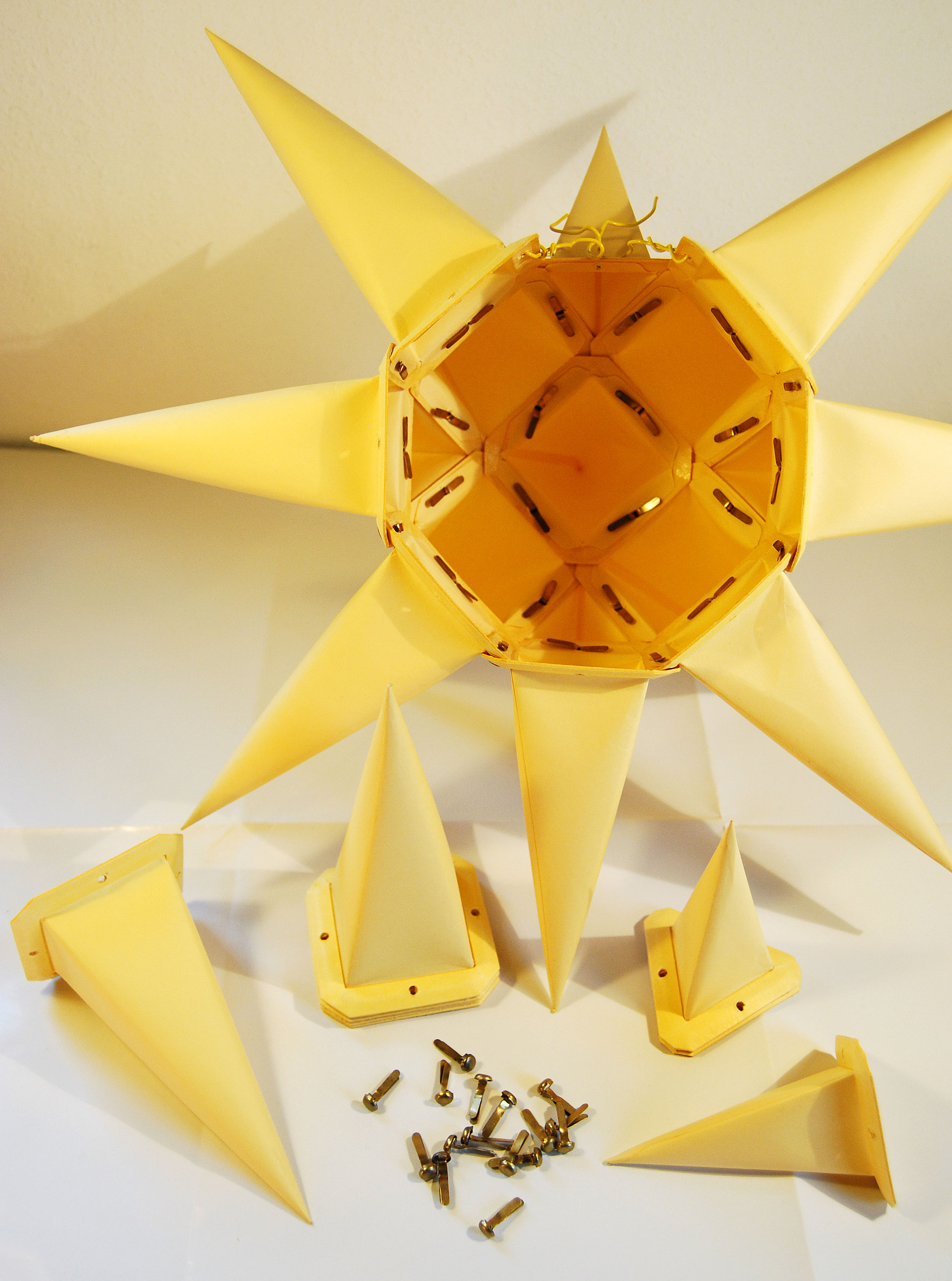
組み立て中のモラヴィアの星

モラヴィアの星（モラヴィアのほし）は、主にキリスト教諸派のプロテスタントの一派であるモラヴィア兄弟団の信徒によって、クリスマス、アドベント、エピファニーなどで用いられるイルミネーション装飾である。モラヴィアの星はクリスマスの星（ベツレヘムの星）を表している。
モラヴィアの星の英語名（英語:en:Moravian_star）は、チェコ共和国東部のモラヴィア地方からの宗教的亡命者たちに名前の端を発するモラヴィア兄弟団に由来している。ドイツではヘルンフートの星（ドイツ語:de:Herrnhuter_Stern）と呼ばれ、モラヴィア兄弟団が組織された町であり、また最初にモラヴィアの星が商業生産されたドイツ・ザクセン州の町ヘルンフートにちなんでいる。
モラヴィアの星は、ドイツや欧米のモラヴィア兄弟団の信徒のいる地域、特にペンシルバニア州のリーハイ・バレー、ノースカロライナ州のウィンストン・セーラム周辺などで人気がある。西インド諸島、グリーンランド、スリナム、ラブラドル、中央アメリカ、南・東アフリカ、インドのラダック、スカンジナビアの一部、南アフリカのゲナーデンダルやエリム、ニカラグアのジノテガなど、モラヴィア兄弟団が宣教師を派遣している地域では、アドベント、クリスマス、エピファニーの時期にモラヴィアの星を用いる習慣がある。

## 星の種類

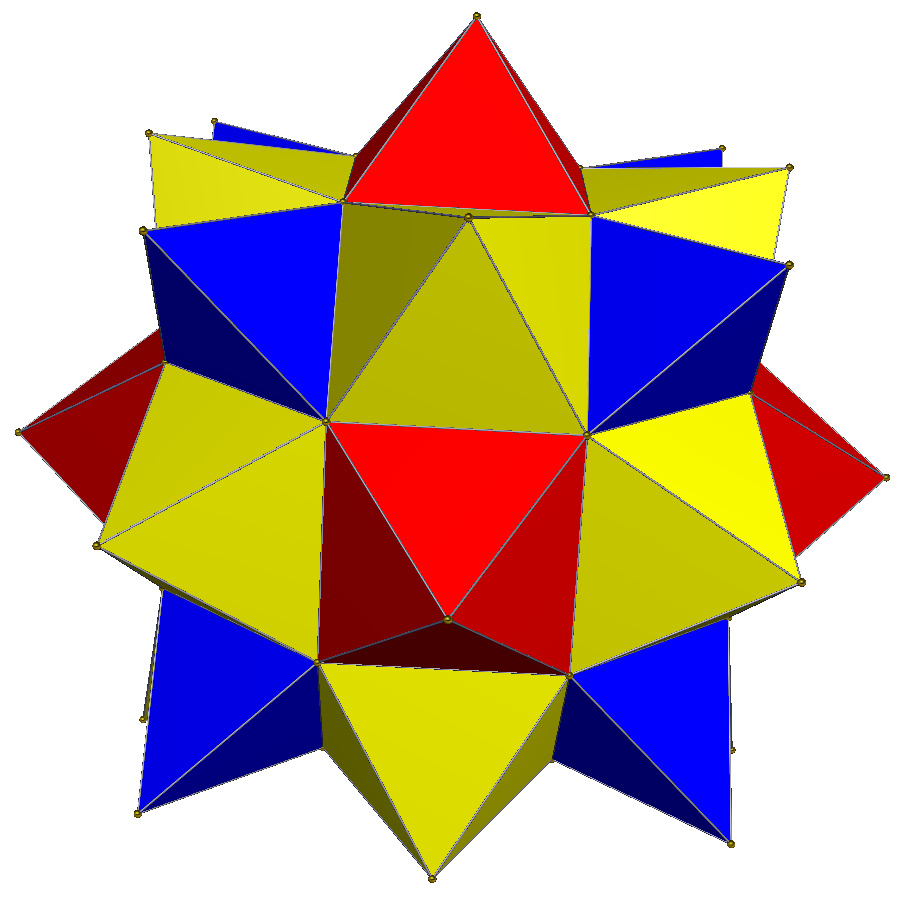
星のついた斜方立方八面体

斜方立方八面体（26頂点）
1897年からヘルンフートで製造されたモラヴィアの星の原型は、18個の四角錐と8個の三角錐からなる26個の頂点を持つ星の形である。上部の26番目の四角錐は、照明や吊り下げのために省略されることが多いので、実際には頂点が25個しかないことが多い。この形状は専門的には斜方立方八面体と呼ばれる。真ん中の幾何学的立体である斜方立方八面体の各面は、四角錐および三角錐の土台として機能する。これが最も一般的なクリスマスの星の形であり、最も広く出回っている。

その他の多面体
このほかにも、モラヴィアの星とは異なる形状のクリスマスの星が存在する。星の頂点の数に関わらず、多面体を基とした対称的な形をしている。頂点の数が20、32、50、62、110の星があり、一般的にハンドメイドで作られている。これは、錐の土台となる多面体の形が、正方形ではなく八角形の面を使うなど、さまざまな工夫がされているためである。一般的なオリジナルのモラヴィアの星は、通常多面体の面を構成する正方形や三角形が八角形や六角形になると頂点が50個の星になる。

フレーベルの星
ドイツの幼児教育学者フリードリヒ・フレーベルが考案した、4つ折りの短冊を使った紙で折る星をフレーベルの星という。本来の用法とは異なるが、フレーベルの星についてもモラヴィアの星と呼ばれることがある。

## ギャラリー

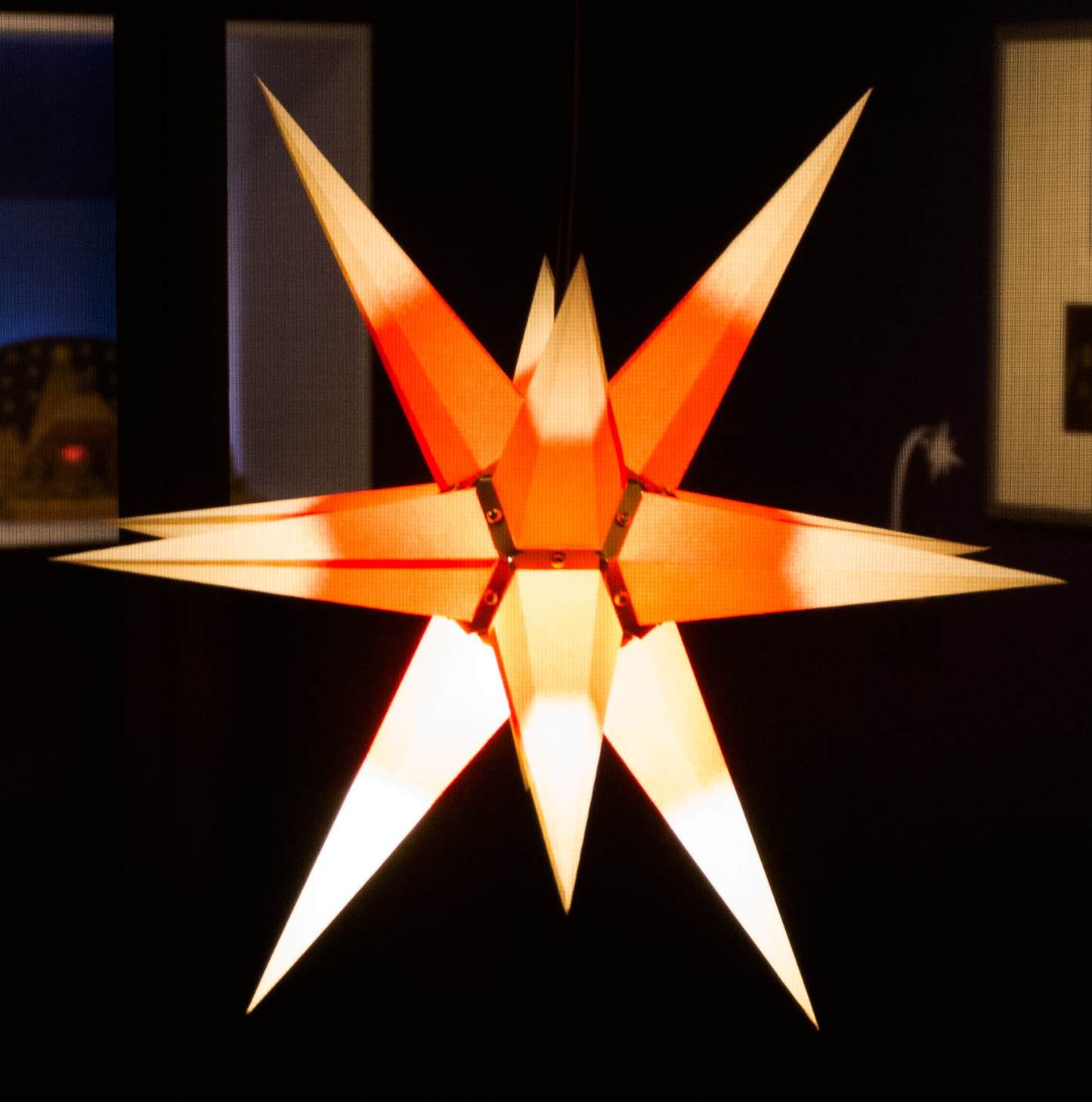
１２個の頂点を持つ星
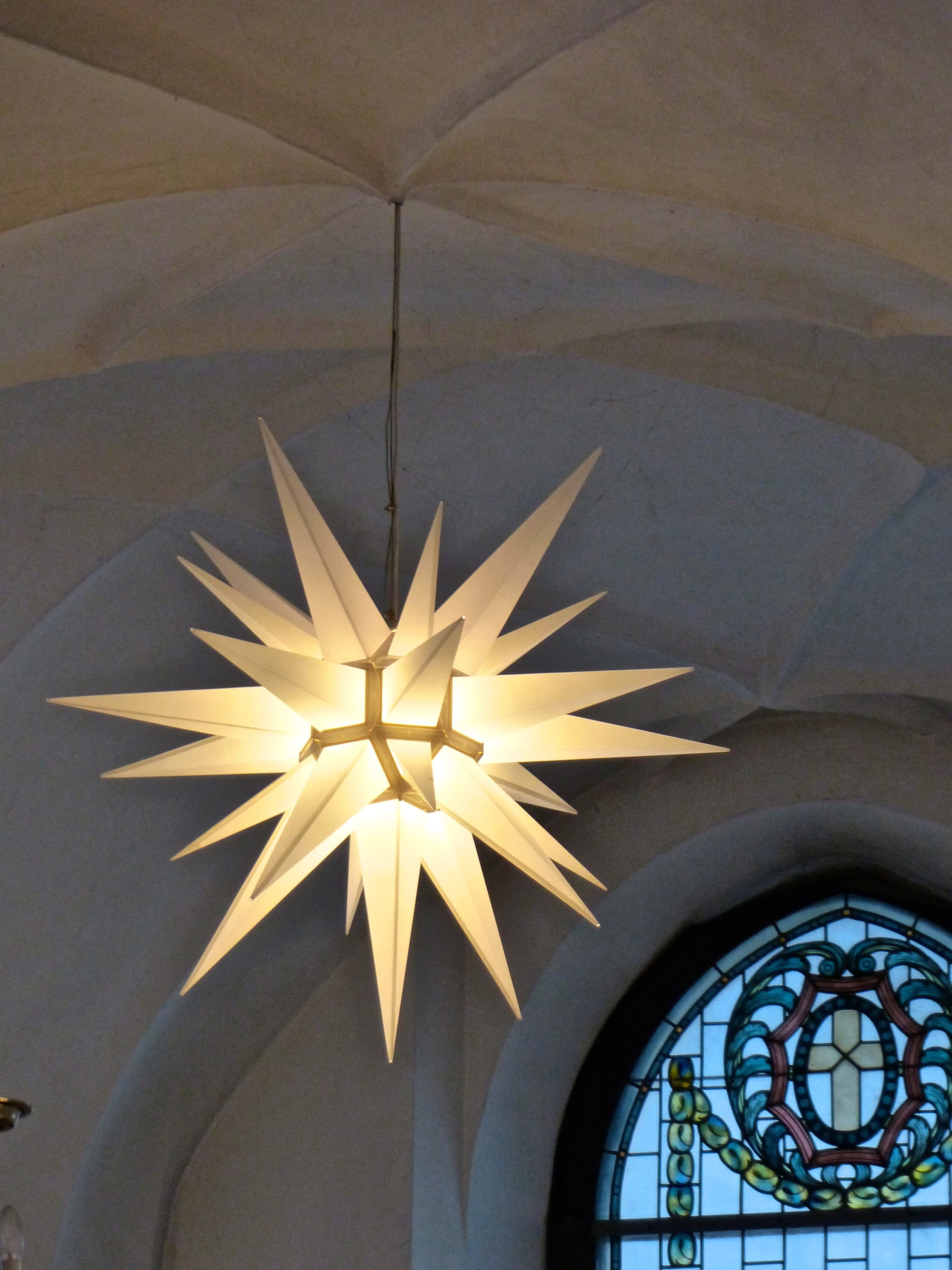
教会の星
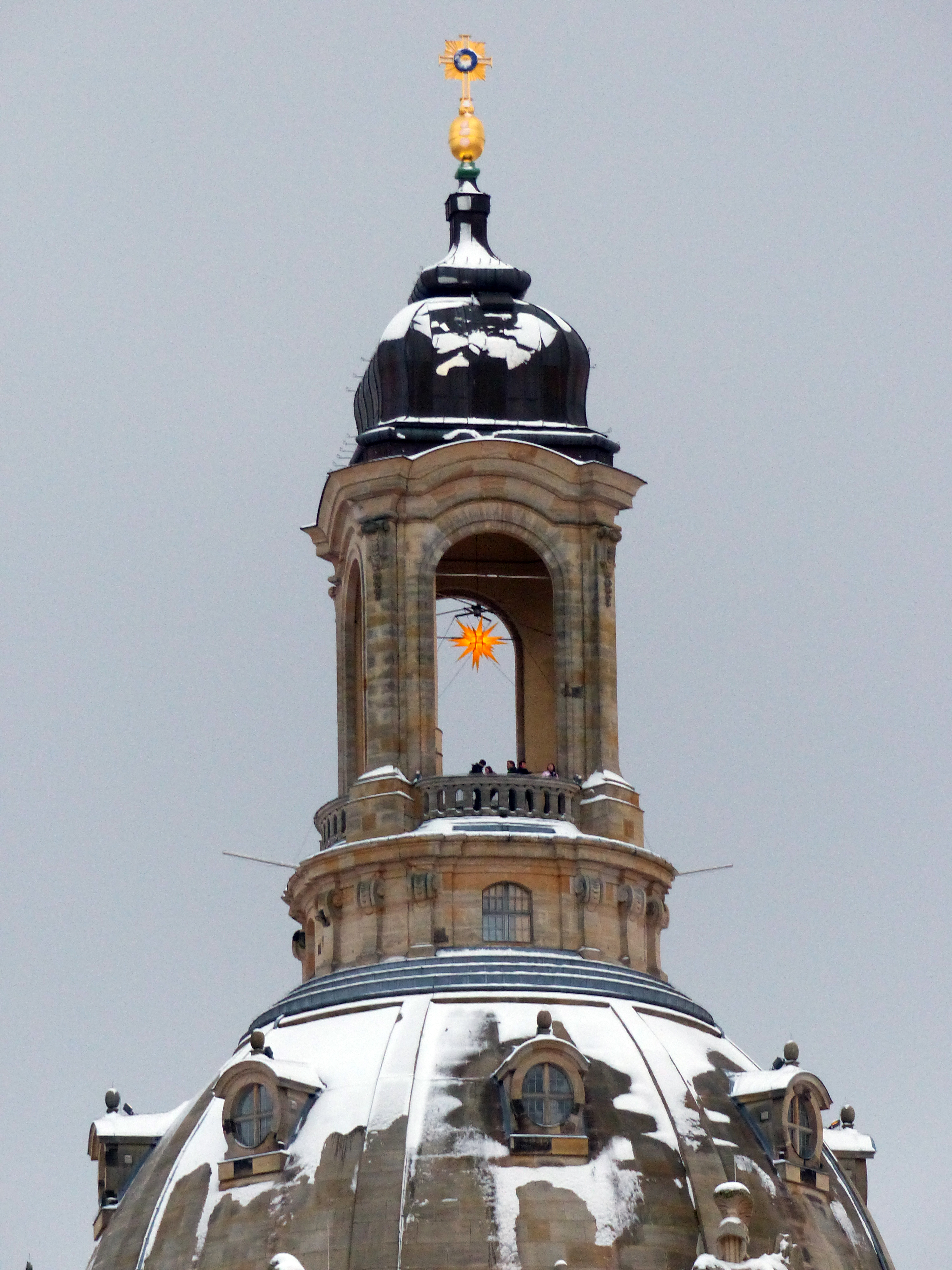
聖母教会の星
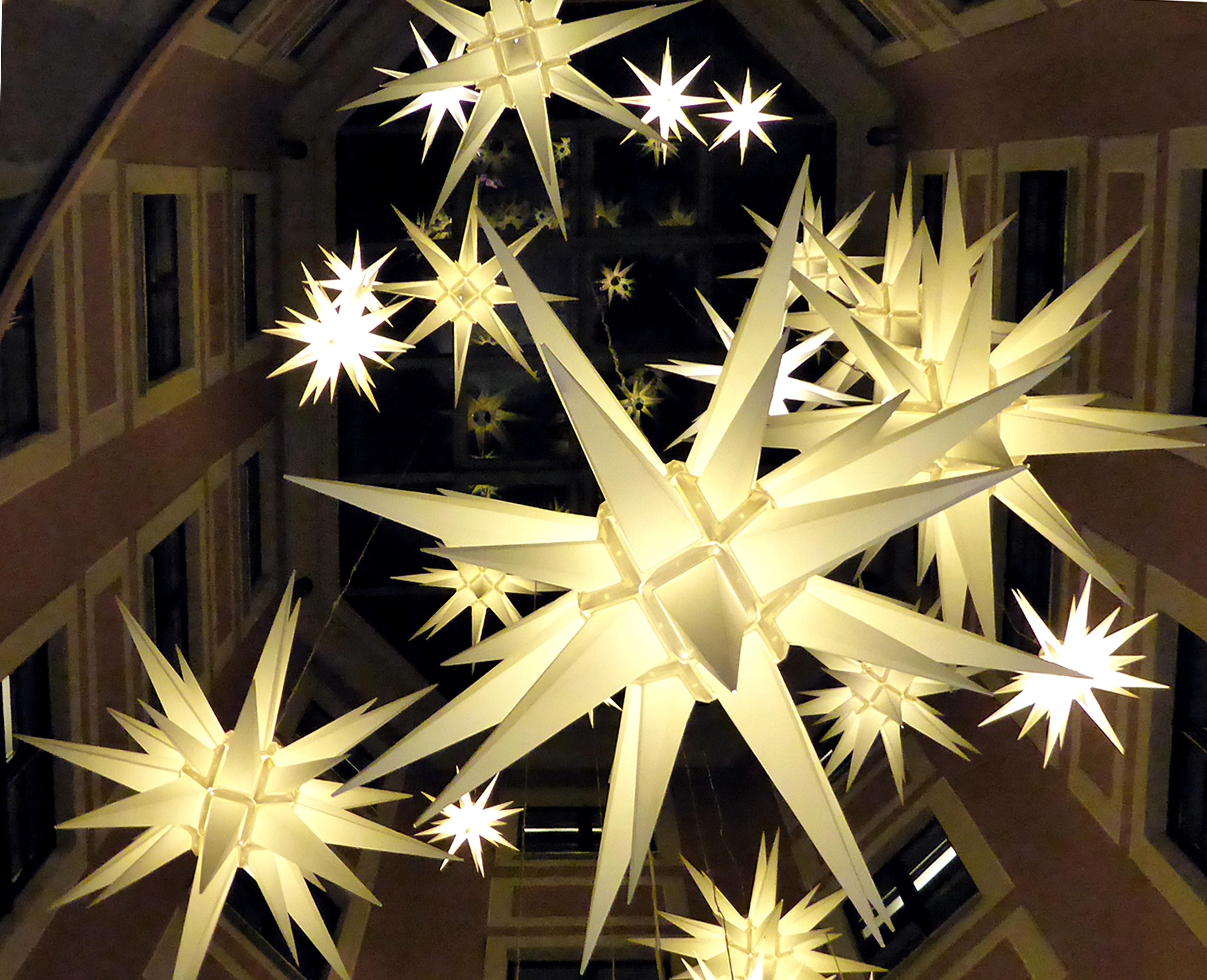
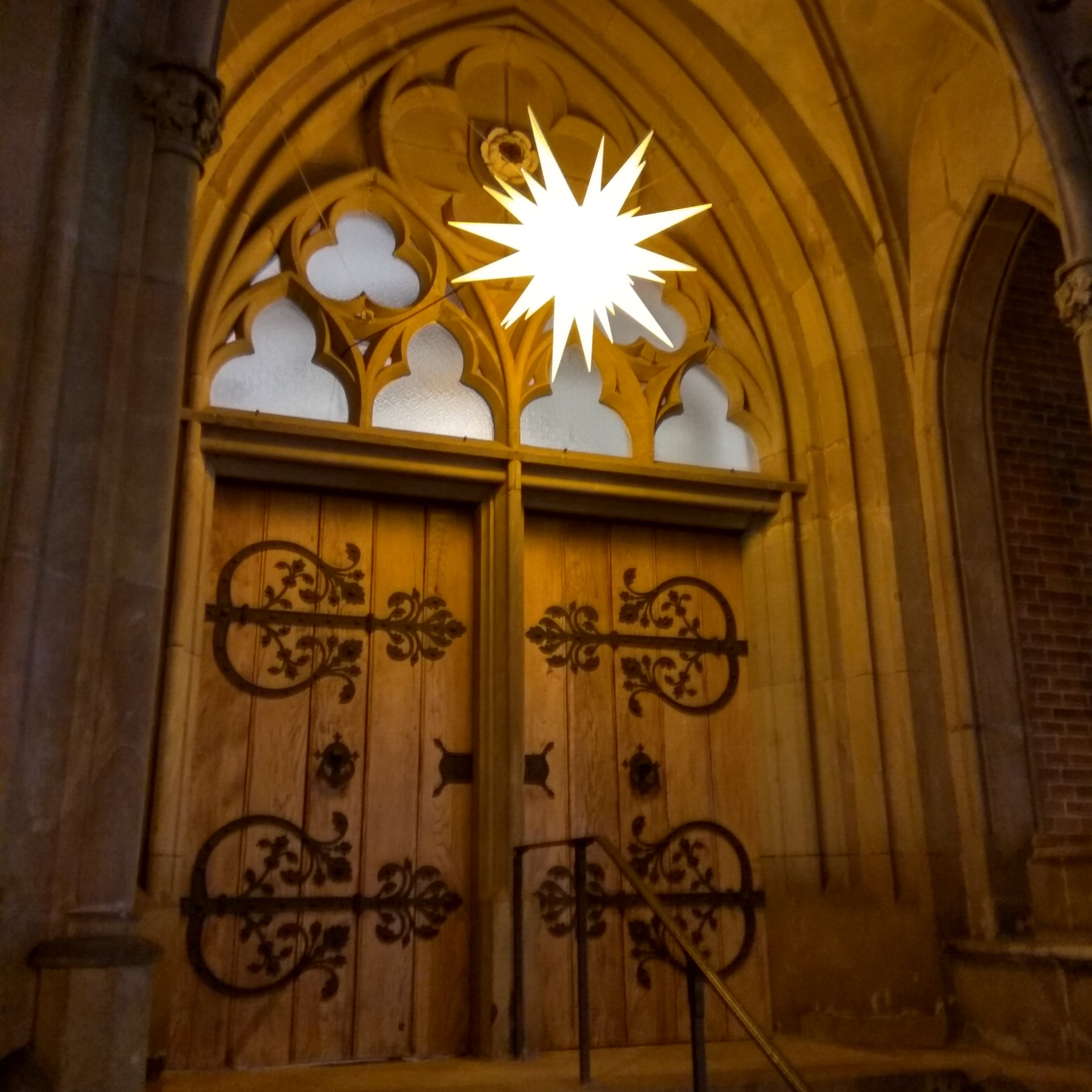
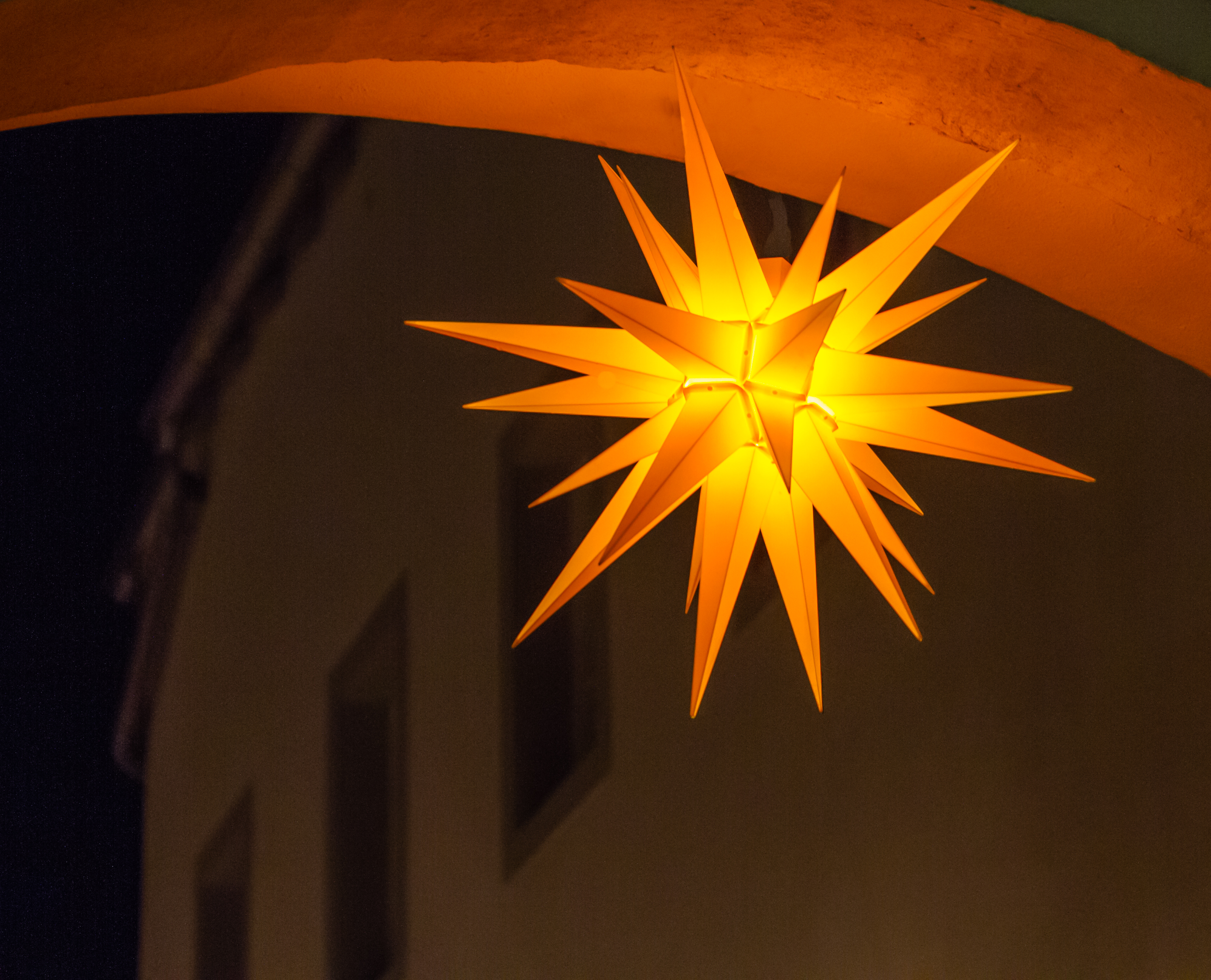